# العلاقات التشيكية الجزائرية
العلاقات التشيكية الجزائرية هي العلاقات الثنائية التي تجمع بين التشيك والجزائر.

## مقارنة بين البلدين
هذه مقارنة عامة ومرجعية للدولتين:
| وجه المقارنة                                              | التشيك                                                                            | الجزائر                      |
| --------------------------------------------------------- | --------------------------------------------------------------------------------- | ---------------------------- |
| المساحة (كم2)                                             | 78.87 ألف                                                                         | 2.38 مليون                   |
| عدد السكان (نسمة)                                         | 10.52 مليون                                                                       | 38.81 مليون                  |
| الكثافة السكانية (ن./كم²)                                 | 133.38                                                                            | 16.31                        |
| العاصمة                                                   | براغ                                                                              | الجزائر                      |
| اللغة الرسمية                                             | اللغة التشيكية                                                                    | اللغة العربية، لغات أمازيغية |
| العملة                                                    | كرونة تشيكية، كرونة تشيكوسلوفاكية                                                 | دينار جزائري                 |
| الناتج المحلي الإجمالي (بليون دولار)                      | 215.73 مليار                                                                      | 170.37 مليار                 |
| الناتج المحلي الإجمالي (تعادل القوة الشرائية) بليون دولار | 356.15 مليار                                                                      | 582.63 مليار                 |
| الناتج المحلي الإجمالي الاسمي للفرد دولار أمريكي          | 17.55 ألف                                                                         | 4.21 ألف                     |
| الناتج المحلي الإجمالي للفرد دولار أمريكي                 | 31.19 ألف                                                                         | 14.19 ألف                    |
| مؤشر التنمية البشرية                                      | 0.878                                                                             | 0.745                        |
| رمز المكالمات الدولي                                      | +420                                                                              | +213                         |
| رمز الإنترنت                                              | .cz                                                                               | .dz                          |
| المنطقة الزمنية                                           | ت ع م+01:00، ت ع م+02:00، توقيت وسط أوروبا، توقيت وسط أوروبا الصيفي، أوروبا/براغ ‏ | ت ع م+01:00                  |

## منظمات دولية مشتركة
يشترك البلدان في عضوية مجموعة من المنظمات الدولية، منها:
| علم المنظمة | اسم المنظمة                               | تاريخ انضمام التشيك | تاريخ انضمام الجزائر |
| ----------- | ----------------------------------------- | ------------------- | -------------------- |
|             | مؤسسة التنمية الدولية                     | 1993                | 26 سبتمبر 1963       |
|             | يونسكو                                    | 22 فبراير 1993      | 15 أكتوبر 1962       |
|             | مؤسسة التمويل الدولية                     | 1993                | 23 سبتمبر 1990       |
|             | منظمة حظر الأسلحة الكيميائية              | ?                   | ?                    |
|             | الأمم المتحدة                             | 19 يناير 1993       | 8 أكتوبر 1962        |
|             | الاتحاد الدولي للاتصالات                  | 1993                | 3 مايو 1963          |
|             | منظمة الشرطة الجنائية الدولية             | ?                   | ?                    |
|             | البنك الدولي للإنشاء والتعمير             | 1993                | 26 سبتمبر 1963       |
|             | الاتحاد البريدي العالمي                   | ?                   | ?                    |
|             | المركز الدولي لتسوية المنازعات الاستشارية | 22 أبريل 1993       | 22 مارس 1996         |
|             | وكالة ضمان الاستثمار متعدد الأطراف        | 1993                | 4 يونيو 1996         |
|             | منظمة التجارة العالمية                    | ?                   | ?                    |
|             | الفريق المعني برصد الأرض                  | ?                   | 2005                 |

## وصلات خارجية
- موقع وزارة الخارجية التشيكية
- موقع وزارة الخارجية الجزائرية